# Osteokolle

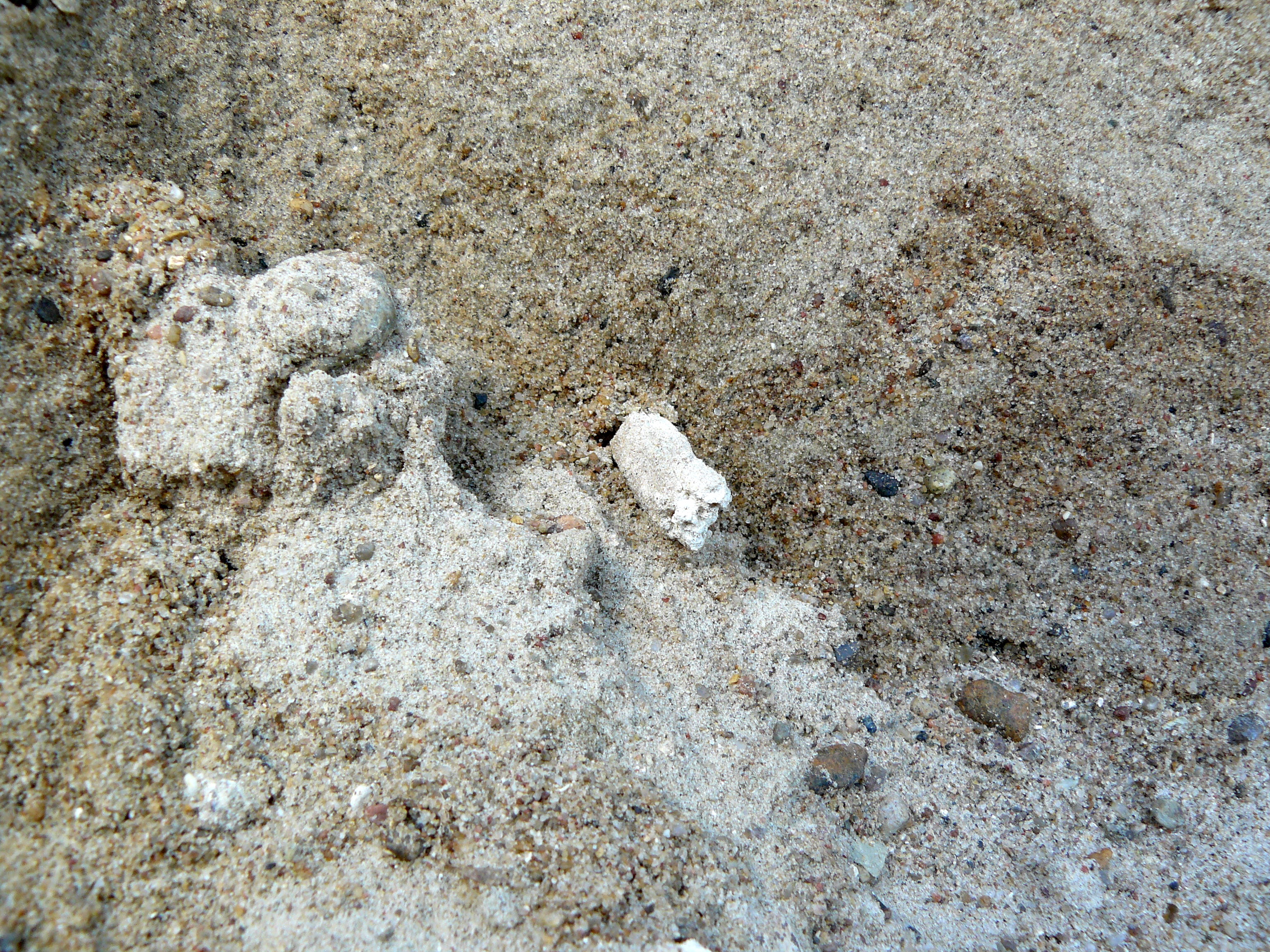
Osteokolle in Fundlage. Steilhang am Ballastberg des Dummersdorfer Ufers in Lübeck

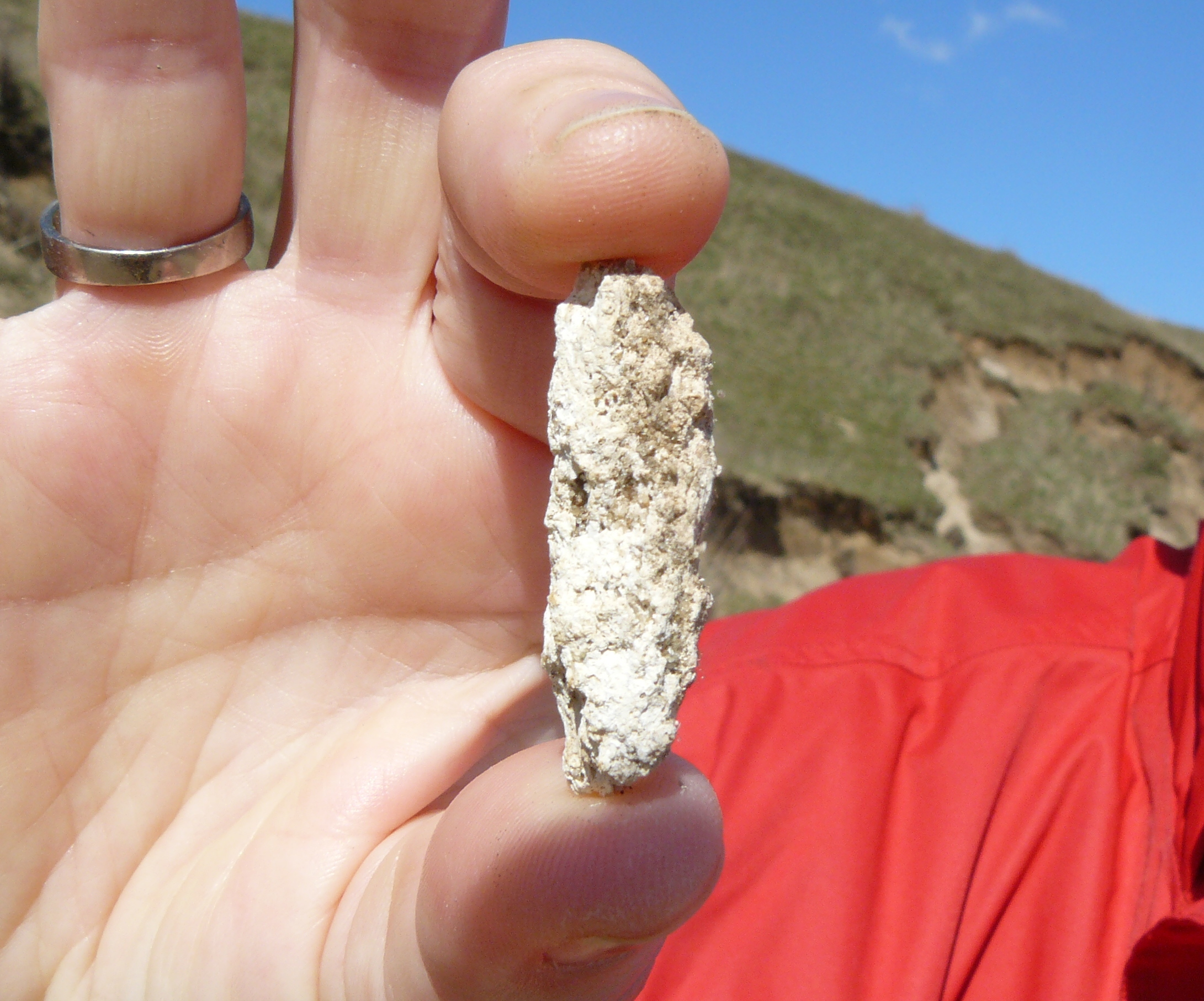
Die geborgene Osteokolle vom Ballastberg des Dummersdorfer Ufers in Lübeck

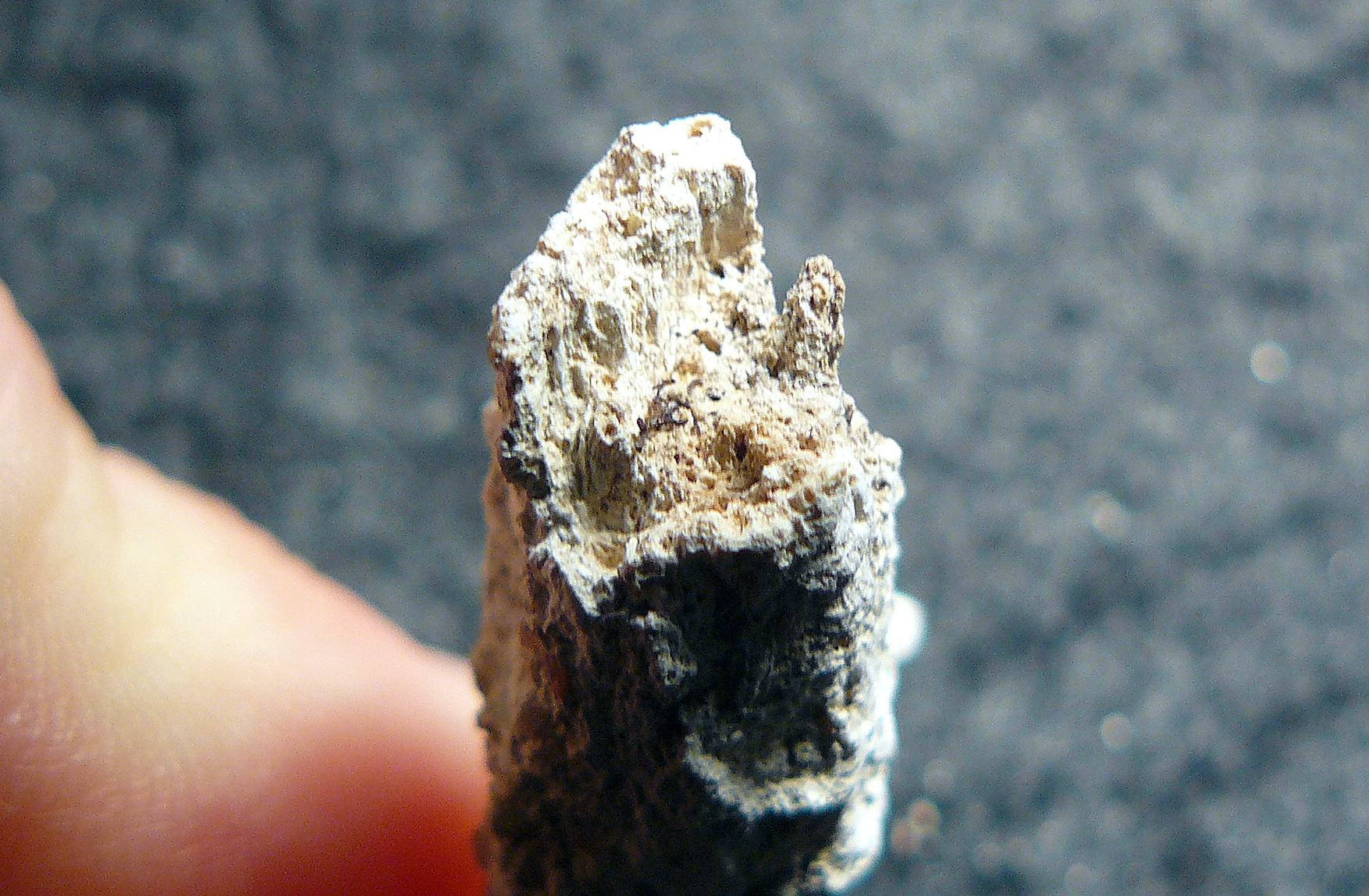
Die Wurzelstruktur im Inneren der Osteokolle ist noch andeutungsweise erkennbar.

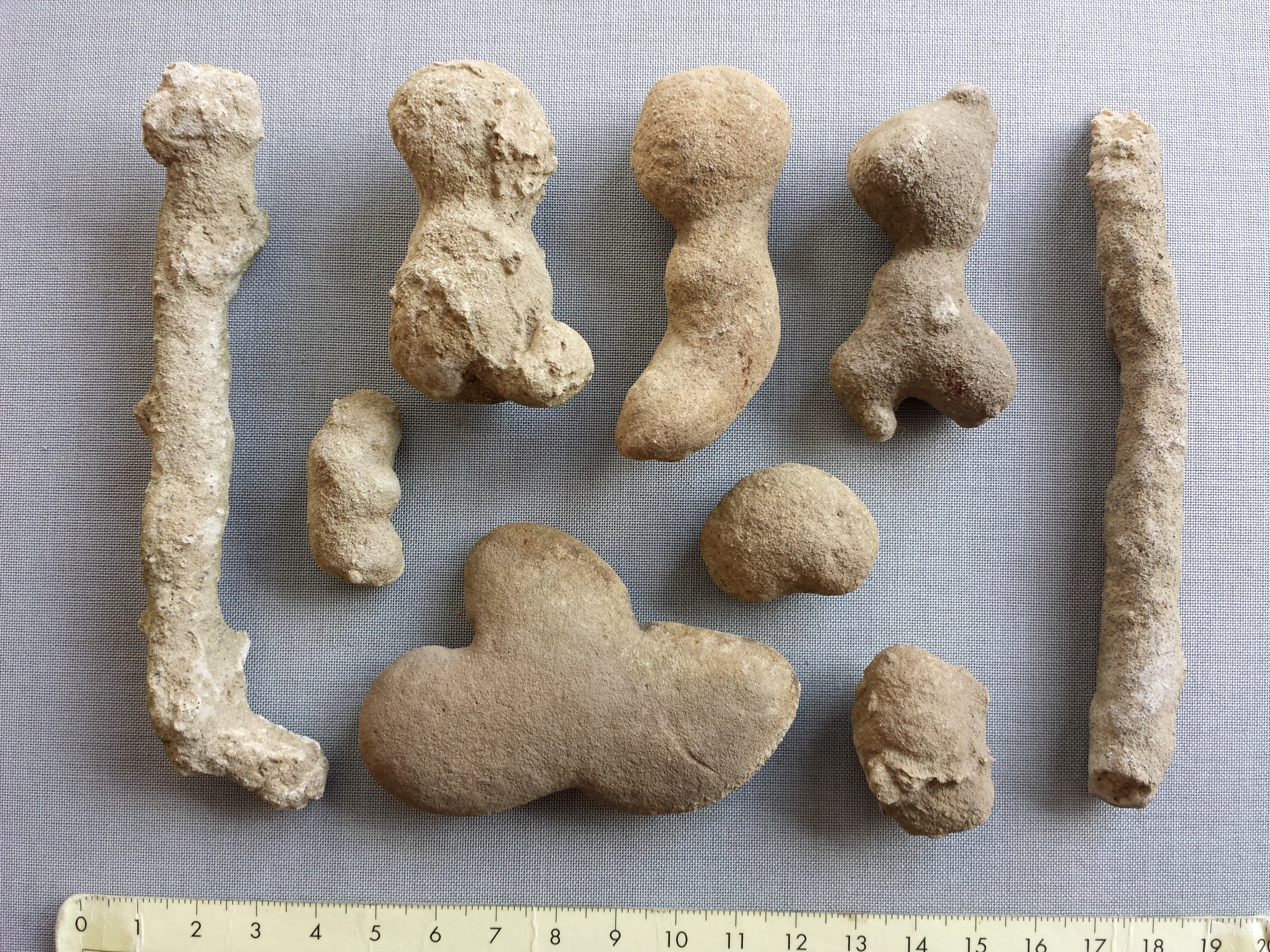
Lösskindel von einem Lösshang im Weinviertel (Niederösterreich)

Als Osteokollen (Singular die Osteokolle, von griechisch osteon „Knochen“, kolla „Leim“) werden an kalzinierte Knochen erinnernde Kalkkonkretionen bezeichnet.

## Geschichte
Der Begriff geht wahrscheinlich auf den „Vater der Mineralogie“, den Belgier Anselmus de Boodt (1609) zurück (nach anderen Quellen auf Conrad Gessner, 1565). Der Theologe Thomas Erastus berichtete 1590 über verkalkte Wurzeln, die er als „lapis sabulosus“ bezeichnete, womit er zutreffend auf deren Entstehung in sandigem Milieu hinwies.

## Entstehung
Die Konkretionen sind vorzugsweise in dem Lössgürtel entstanden, der sich im Postglazial im Umfeld der vereisten Gebiete gebildet hatte. Sie sind das Ergebnis oberflächennaher Kalkauswaschungen, wobei der Kalk durch kohlendioxidhaltiges Sickerwasser in tiefer gelegene sandige Erdschichten gelangte und sich dort ablagerte. Osteokollen benötigen zu ihrer Entstehung Baum- oder Strauchwurzeln. Die Verkalkung der Wurzeln erfolgt dabei von innen nach außen. Messungen an Osteokollen aus dem Mainzer Sand haben ergeben, dass dieser Prozess sich über einen recht langen Zeitraum erstreckt (im konkreten Fall 2500 Jahre). Teile dieser Wurzeln sind oftmals so gut erhalten, dass die Pflanzenart noch identifizierbar ist.
Regionale Bezeichnungen wie „Lösskindel“, „Lössmännchen“ oder „Lösspuppen“ zeugen davon, dass schon früh die Beziehung zwischen der Entstehung der Osteokollen und dem Vorhandensein von Löss erkannt wurde, aber auch, wie der Formenreichtum von Osteokollen die Phantasie der Menschen angeregt hat. Auch sollen pulverisierte Osteokollen im Mittelalter als Heilmittel bei Knochenbrüchen verwendet worden sein.

## Vorkommen
Vorkommen von Osteokollen sind beispielsweise aus der Umgebung von Darmstadt, Mainz, Waiblingen, dem Kaiserstuhl, der Mark Brandenburg, Berlin, Südwestpolen, Frankfurt (Oder), aus Schmelzwassersanden bei Teterow (Mecklenburg-Vorpommern), dem Weinviertel (Niederösterreich) und vom Dummersdorfer Ufer in Lübeck bekannt.